# 拉納達 (加利福尼亞州)
拉納達（英語：Llanada）是位於美國加利福尼亞州聖貝尼托縣的一個非建制地區。該地的面積和人口皆未知。

## 地理
拉納達的座標為36°36′33″N 120°55′00″W / 36.60917°N 120.91667°W，而該地的平均海拔高度為432米（即1417英尺）。